# Longfellow Bridge
Die Longfellow Bridge ist eine im Jahr 1906 eröffnete Bogenbrücke im Bundesstaat Massachusetts, welche den Bostoner Stadtteil Beacon Hill mit der Stadt Cambridge verbindet. Sie führt die vierspurige Massachusetts Route 3 und die U-Bahn-Linie Red Line der Massachusetts Bay Transportation Authority (MBTA) über den Charles River.

## Geschichte
Am Standort der Brücke bestand bereits seit der Gründung Bostons im Jahr 1630 eine Fährverbindung zur gegenüberliegenden Seite des Flusses. Ab 1793 verband auf Geheiß von Gouverneur John Hancock an gleicher Stelle die hölzerne und bis Februar 1858 mautpflichtige West Boston Bridge die beiden Orte. Deren Eröffnung beschleunigte das Wachstum von Cambridge, das bis dato nur als von Sümpfen umgebenes Dorf zu bezeichnen war, zur Großstadt erheblich.

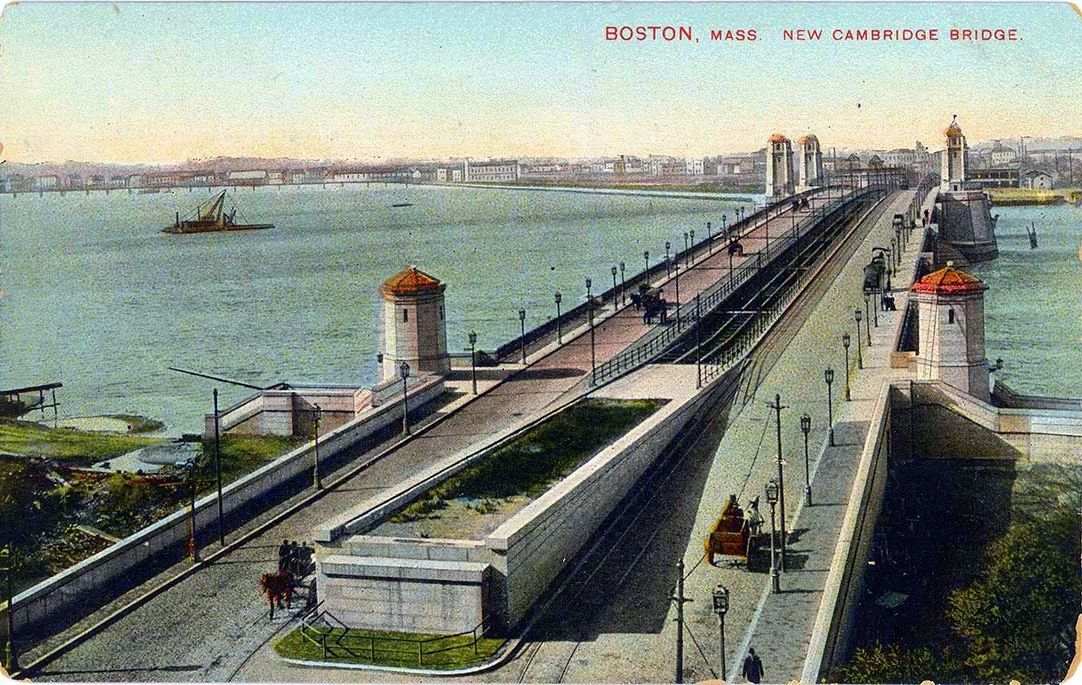
Die Cambridge Bridge von Boston aus gesehen auf einer Postkarte. Genaues Datum ist nicht bekannt, anhand des fehlenden MIT am anderen Ufer lässt sie sich jedoch auf vor 1916 datieren.

1898 wurde die Cambridge Bridge Commission initiiert, welche den Neubau einer leistungsfähigeren Flussquerung in die Wege leiten sollte. Das Lastenheft für die neue Brücke sah vor allem eine Gleisverbindung für die Züge der "Boston Elevated Railway" (BERy), der heutigen MBTA vor. Zum leitenden Ingenieur wurde William Jackson ernannt, aus dessen Feder bereits die Harvard Bridge und die Charlestown Bridge über denselben Fluss stammten. Als Chefarchitekt wurde Edmund M. Wheelwright gewonnen, der ebenfalls bereits zuvor in der Stadt Boston tätig war. Nachdem die beiden Frankreich, Österreich, Deutschland und Russland auf der Suche nach Vorbildern für die neue Brücke bereist hatten und nach dem politische und konstruktive Streitfragen – etwa ob eine Zug-, Hebe- oder feste Brücke gebaut werden solle – geklärt werden konnten, begannen die Bauarbeiten im Jahre 1900. Zum damaligen Zeitpunkt trug das Projekt noch den Namen Cambridge Bridge.
Die West Boston Bridge wurde 1898 abgerissen. Bis zur Eröffnung der Cambridge Bridge wurde der Verkehr über eine Behelfsbrücke abgewickelt.
Die neue Brücke konnte am 3. August 1906 ihrer Nutzung übergeben werden, die offizielle Eröffnung ließ jedoch noch fast ein Jahr auf sich warten und fand am 31. Juli 1907 statt. Die Brücke trug vier Straßenspuren – von denen die zwei inneren jeweils Rillenschienen und Oberleitungen für die Straßenbahn aufwiesen – sowie in der Mitte U-Bahnschienen auf eigenem Gleiskörper und außen jeweils einen Fußweg.
1927 wurde die Brücke nach dem im 19. Jahrhundert in Cambridge lebenden Schriftsteller Henry Wadsworth Longfellow, der seiner Zeit ein Gedicht über die West Boston Bridge schrieb, in Longfellow Bridge umbenannt. 1956 erfolgte in Cambridge eine Verlängerung der Brücke um zwei Felder.

### Die Longfellow Bridge heute

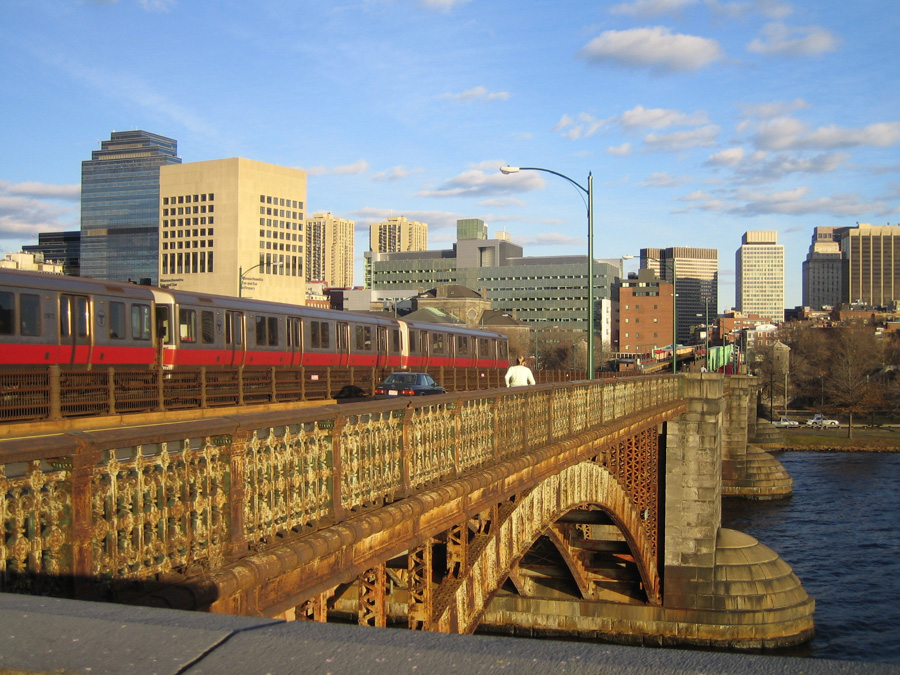
Korrosion und Verfall bestimmen heute das Aussehen der Brücke

Die Brücke steht seit 2009 unter Aufsicht und Verwaltung des Massachusetts Department of Transportation, kurz: MassDOT, der Verkehrsbehörde des Staates Massachusetts, welche die Nutzung mit 28.600 Kraftfahrzeugen und 90.000 Passagieren der U-Bahn pro Werktag angibt. Die Straßenbahnanlagen wurden 1952 entfernt. Den Zustand der Brücke muss man als äußerst baufällig beschreiben. Von kleineren Baumaßnahmen 1958 und 2002 abgesehen ist in den über 100 Jahren, die sie steht. praktisch nichts zur Instandhaltung des Bauwerks getan worden. 2007 wurde sie zudem durch einen Brand in einem Wartungsgang beschädigt. Im Sommer 2008 wurde die Brücke schließlich als akut einsturzgefährdet eingestuft. Infolgedessen wurden auf der Nordseite der Fußweg und die innere Fahrspur gesperrt, der Red Line wurde ein Tempolimit von ca. 16 km/h (10 mph) auferlegt. Für LKW war die Brücke zeitweilig komplett gesperrt.
Für den Zeitraum von Frühling 2011 bis 2015 ist nun eine umfangreiche Sanierung unter Aufwendung von 267,5 Millionen US-Dollar geplant. Vorarbeiten hierfür begannen im Sommer 2010. Einer MassDOT-Berechnung zufolge hätten regelmäßige Wartungen und Reparaturen über die Jahre 81 Millionen Dollar verschlungen. Die Maßnahme erfolgt im Rahmen eines Programms zur Sanierung mehrerer Brücken in Massachusetts – der Bauzustand der Longfellow Bridge ist bei Weitem kein Einzelfall im Staat. Das Programm hat ein Gesamtvolumen von drei Milliarden US-Dollar.

## Lage & Konstruktion
Boston und Cambridge liegen am Ost- bzw. Westufer des Charles River, welcher am Standort der Brücke zum ca. 500 Meter breiten Charles River Basin ausgebaggert ist. Kurz dahinter folgt die Mündung des Flusses in den Atlantik. Als Konstruktionsweise wurde eine stählerne Bogenbrücke mit 11 Feldern gewählt. Die 1956 in Cambridge über Land angebauten zwei Felder sind als Stahlfachwerk ausgeführt. Somit ist die Brücke heute 13-feldig.
Markantestes Merkmal der Brücke und ein Bostoner Wahrzeichen sind die vier Ziertürme an den Ecken den mittleren Brückenfeldes, die auch zum Wechseln der Straßenseite über eine unter der Fahrbahn gelegene Verbindung genutzt werden können. Die Formgebung der Türme brachte ihnen den Spitznamen "Salt and pepper shakers" (Salz- und Pfefferstreuer) unter den Bostonern ein. Einflüsse des russischen "Zuckerbäcker-Stils" – ihre geistigen Väter haben ja unter anderem Russland als Inspirationsquelle genutzt – sind unübersehbar.
Die Länge der Brückenfelder variiert von ca. 31 Metern in der Nähe der Widerlager bis 57,45 Metern beim mittleren Feld zwischen den Türmen. Die Durchfahrtshöhe des letzteren liegt abhängig vom Wasserstand um die acht Meter. Die Bögen ruhen auf hohlen, aus Stein gemauerten Pfeilern, von denen die größten – wiederum diejenigen, welche die Türme stützen – ca. 16 Meter lang und 57 Meter breit sind. Die Turmpfeiler werden zusätzlich durch gemeißelte Ornamente im Stil von Wikingerschiffen geschmückt – eine Ehrerbietung an den Wikinger Leif Eriksson, der den später Charles River genannten Fluss vermutlich um anno 1000 befuhr. Ein Kuriosum stellen die Fußwege dar: Während ursprünglich beide eine Breite von drei Metern aufwiesen, ist der südliche heute schmaler – wie und wann es dazu kam, ist nicht bekannt.
Am Bostoner Ende der Brücke schließt nach einem Kreisverkehr, über welchen die Embankment Road bzw. State Route 28 entlang des Flussufers erreichbar ist, die Cambridge Street an. Diese bildet die Grenze zwischen der Innenstadt und dem Nobelviertel Beacon Hill. Oberhalb des Kreisels befindet sich die Haltestelle Charles/MGH der Red Line, deren Bahnsteige nach einer Verlängerung heute bis auf die Longfellow Bridge selbst reichen. Unmittelbar dahinter fahren die Züge in den Untergrund von Beacon Hill.
Auf Cambridger Seite ist die Brücke im Stadtteil East Cambridge unmittelbar an die Hauptstraßen Main Street und Broadway angebunden, die ebenfalls die Begrenzung der (städtebaulichen) Innenstadt darstellen. Auch eine Auf- und Abfahrt auf den Memorial Drive als Pendant zur Embankment Road am Bostoner Ufer ist gegeben. An der Main Street liegt unter anderem das Massachusetts Institute of Technology (MIT), während der Broadway auf direktem Wege zur renommierten Harvard University führt. Daraus ergibt sich nebenbei auch, dass beide Institute in Cambridge, und nicht wie oft behauptet wird in Boston stehen. Auch in Cambridge fährt die Red Line kurz nach Verlassen der Brücke wieder unter die Erde, die nächste Haltestelle, Kendall Square, befindet sich jedoch erst etwa 600 Meter im Landesinneren am MIT.